# Stenichneumon annulicornis
Stenichneumon annulicornis là một loài tò vò trong họ Ichneumonidae.